# Ban Lat (huyện)
Ban Lat (tiếng Thái: บ้านลาด) là một huyện (amphoe) ở trung bộ của tỉnh Phetchaburi, miền trung Thái Lan.

## Địa lý
Các huyện giáp ranh (từ phía bắc theo chiều kim đồng hồ) là Khao Yoi, Mueang Phetchaburi, Tha Yang, Kaeng Krachan và Nong Ya Plong của tỉnh Phetchaburi.

## Lịch sử
Ban đầu có tên là Tha Chang (ท่าช้าง), tên gọi đã được đổi thành Ban Lat năm 1939.

## Hành chính
Huyện này được chia thành 18 phó huyện (tambon), các đơn vị này lại được chia ra thành 115 làng (muban). Ban Lat là đô thị phó huyện (thesaban tambon) và nằm trên toàn bộ tambon Ban Lat. Có 14 Tổ chức hành chính tambon.
| STT | Tên          | Thai       | Dân số |
| --- | ------------ | ---------- | ------ |
| 1.  | Ban Lat      | บ้านลาด     | 3.604  |
| 2.  | Ban Hat      | บ้านหาด     | 3.133  |
| 3.  | Ban Than     | บ้านทาน     | 2.502  |
| 4.  | Tamru        | ตำหรุ       | 2.894  |
| 5.  | Samo Phlue   | สมอพลือ     | 2.241  |
| 6.  | Rai Makham   | ไร่มะขาม    | 2.872  |
| 7.  | Tha Sen      | ท่าเสน      | 3.668  |
| 8.  | Nong Krachet | หนองกระเจ็ด | 2.495  |
| 9.  | Nong Kapu    | หนองกะปุ    | 4.147  |
| 10. | Lat Pho      | ลาดโพธิ์     | 1.227  |
| 11. | Saphan Krai  | สะพานไกร   | 795    |
| 12. | Rai Khok     | ไร่โคก      | 3.314  |
| 13. | Rong Khe     | โรงเข้      | 2.034  |
| 14. | Rai Sathon   | ไร่สะท้อน    | 4.965  |
| 15. | Huai Khong   | ห้วยข้อง     | 1.159  |
| 16. | Tha Chang    | ท่าช้าง      | 2.772  |
| 17. | Tham Rong    | ถ้ำรงค์      | 3.389  |
| 18. | Huai Luek    | ห้วยลึก      | 3.140  |